# Улица Академика Крымского (Киев)
У́лица Акаде́мика Кры́мского (укр. вулиця Академіка Кримського) — улица в Святошинском районе города Киева, жилой массив Академгородок. Пролегает от бульвара Академика Вернадского до Бородянского переулка.

## История
Улица проложена в середине XX века, была частью Бородянского переулка. Современное название честь учёного-востоковеда А. Е. Крымского — с 1970 года.